# 토마스 알스고르
토마스 알스고르(노르웨이어: Thomas Alsgaard, 1972년 1월 10일~)는 노르웨이의 은퇴한 크로스컨트리 스키 선수이다. 프리 부문 스키 기술이 뛰어나 많은 선수의 영감에 영향을 끼쳤다. 동계 올림픽과 세계 노르딕 스키 선수권 대회에서 총 15개의 메달을 획득하여 역사상 가장 뛰어난 스키 선수 중 한 명으로 평가받고 있다.

## 같이 보기
- 올림픽 다관왕 목록